# Saint-Jean-des-Bois

Saint-Jean-des-Bois este o comună în departamentul Orne, Franța. În 1 ianuarie 2018 avea o populație de 182 de locuitori.